# Mirko Gashi
Mirko Gashi (ur. 2 stycznia 1939 roku w Kraljevie w Serbii, zm. 12 września 1995 roku w Prisztinie) – jugosłowiański i kosowski poeta, tłumacz i dziennikarz.

## Życiorys
Był synem Marka Gashiego. Po ukończeniu szkoły w Gjilanie odbył studia dziennikarskie na Uniwersytecie Belgradzkim. Po ukończeniu studiów przez pewien czas pracował jako nauczyciel we wsi Caravajkë k. Preszeva, a potem przeszedł do pracy w albańskojęzycznym Radio Prisztina i gazecie Kosova. Pracował także w teatrach albańskich w Skopju i w Prisztinie. Był autorem kilku tomików poetyckich, a także tłumaczem poezji albańskiej na dziewięć języków. Przez ostatnie lata życia cierpiał na depresję. Zmarł w lipcu 1995.

## Twórczość
- Në vorbullën e ujit, Prishtina 1972,
- Netët e bardha, (Białe noce) Prishtina 1975,
- Gjarpëri i shtëpisë, (Wąż domowy) Prishtina, 1980,
- Arbror vitae, (Drzewo życia), Prishtina 1988,
- Plagë uji, (Poraniona woda), Prishtina 1990
- Polipet e vdekjes : poezi e zgjedhur, Prishtina 2021.

## Tłumaczenia polskie
- Matka Teresa, Arka Noego, Potop, Moja dedykacja, [w:] Nie jest za późno na miłość. Antologia poezji albańskiej XX wieku, przeł. M. Saneja, Sejny 2005.